# Palics
Palics vagy Palicsfürdő (szerbül: Палић / Palić, latinul: Paligo Palus, horvátul: Palić, németül: Palitsch) közkedvelt fürdőváros Szerbiában, az azonos nevű tó partján a Vajdaság északi részén, az Észak-bácskai körzetben, Magyarország déli határától légvonalban 3 km távolságban.

## Fekvése
A város a szerb-magyar határ közvetlen közelében, a településről elnevezett tó partján fekszik. Gyakorlatilag Szabadka elővárosa, attól 8 kilométerre keletre fekszik. Osztottpályás út köti össze a várossal.

## Története
Első említése Paly néven 1462-ben, Mátyás király adománylevelében történt, amikor a pusztát anyjának ajándékozta. A település  a 19. század közepén kezdett felépülni, ekkor fedezték fel a tó vizének és iszapjának gyógyító voltát. Mai szecessziós külsejét az 1900-as évek elején nyerte el. A Monarchia felkapott fürdővárosai között tartották számon. A trianoni békeszerződésig, majd 1941–1945 között Magyarország, Bács-Bodrog vármegye része volt.

## Lakosság

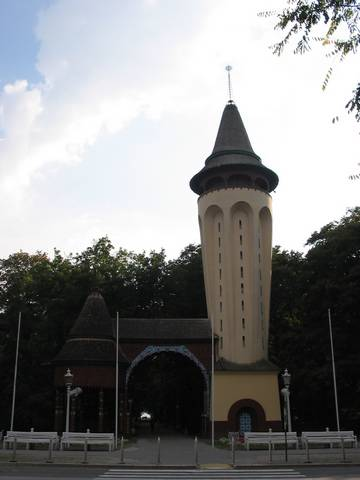
A palicsi víztorony

A lakosság nemzetiségi összetétele a következő:
|                              | 1991           | 2002           |
| ---------------------------- | -------------- | -------------- |
| magyar                       | 4562 (61,86%)  | 4178 (53,94%)  |
| szerb                        | 886 (12,01%)   | 1930 (24,92%)  |
| horvát                       | 359 (4,87%)    | 399 (5,15%)    |
| jugoszláv                    | 924 (12,53%    | 351 (4,53%)    |
| bunyevác                     | 342 (4,64%)    | 335 (4,33%)    |
| montenegrói                  | 46 (0,62%)     | 39 (0,50%)     |
| macedón                      | 34 (0,46%)     | 31 (0,40%)     |
| német                        | 12 (0,16%)     | 19 (0,25%)     |
| albán                        | 5 (0,07%)      | 16 (0,21%)     |
| cigány                       | 1 (0,01%)      | 9 (0,12%)      |
| szlovén                      | 17 (0,23%)     | 8 (0,10%)      |
| muzulmán                     | 4 (0,05%)      | 7 (0,09%)      |
| román                        | 3 (0,04%)      | 4 (0,05%)      |
| ruszin                       | 9 (0,12%)      | 3 (0,04%)      |
| ukrán                        | 0 (0,00%)      | 2 (0,03%)      |
| bosnyák                      | 0 (0,00%)      | 1 (0,01%)      |
| bolgár                       | 3 (0,04%)      | 1 (0,01%)      |
| szlovák                      | 3 (0,04%)      | 1 (0,01%)      |
| cseh                         | 1 (0,01%)      | 1 (0,01%)      |
| vlah                         | 1 (0,01%)      | 0 (0,00%)      |
| zsidó                        | 3 (0,04%)      | 0 (0,00%)      |
| lengyel                      | 4 (0,05%)      | 0 (0,00%)      |
| orosz                        | 2 (0,03%)      | 0 (0,00%)      |
| sokác                        | 2 (0,03%)      | 0 (0,00%)      |
| egyéb                        | 4 (0,05%)      | 39 (0,50%)     |
| nem nyilatkozott             | 7 (0,09%)      | 315 (4,07%)    |
| területi hovatartozás nélkül | 6 (0,08%)      | 43 (0,56%)     |
| ismeretlen                   | 135 (1,83%)    | 11 (0,14%)     |
| összesen                     | 7375 (100,00%) | 7745 (100,00%) |

## Vallás
A palicsi lakosság vallási összetétele a következő:
|                  | 2002           |
| ---------------- | -------------- |
| katolikus        | 4886 (63,09%)  |
| ortodox          | 1984 (25,62%)  |
| protestáns       | 185 (2,39%)    |
| muzulmán         | 29 (0,37%)     |
| zsidó            | 3 (0,04%)      |
| egyéb            | 25 (0,32%)     |
| nem nyilatkozott | 539 (6,96%)    |
| ateista          | 85 (1,10%)     |
| ismeretlen       | 9 (0,12%)      |
| összesen         | 7745 (100,00%) |

## Gazdaság
Első helyen az idegenforgalom említendő, jelentősebb vállalatok a Palics-Ludas Közvállalat és az Elitte-Palics turisztikai-vendéglátóipari vállalat, a Palicsi Pincegazdaság és a Chemos műanyagfeldolgozó üzem.

## Látványosságai

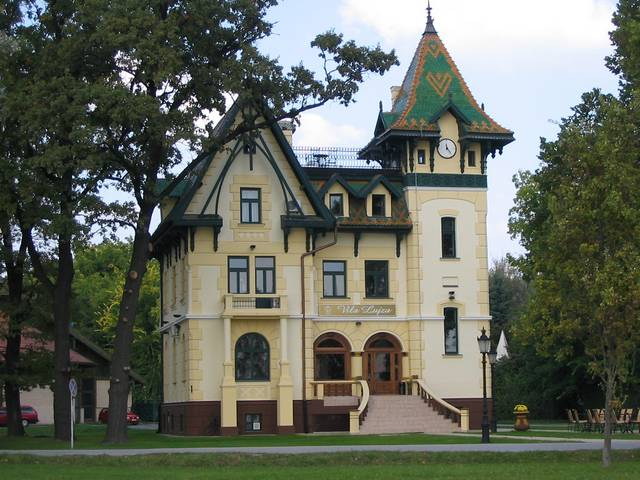
A Lujza-villa

A tóparti szecessziós épületek Komor Marcell és Jakab Dezső tervei. A családi villákat az ún. korai svájci nyaraló-stílusban építették. Az egyik villa a szocializmus idején  Tito tulajdonában volt.
Itt működik Szerbia egyik legszebb állatkertje, a Palicsi Állatkert.

## Kultúra, rendezvények
- Palicsi Nemzetközi Filmfesztivál (nyaranta)
- Szüreti Napok
- Palicsi Olimpiai Játékok
- Sakktivity (a Világsakkfesztivál napján)

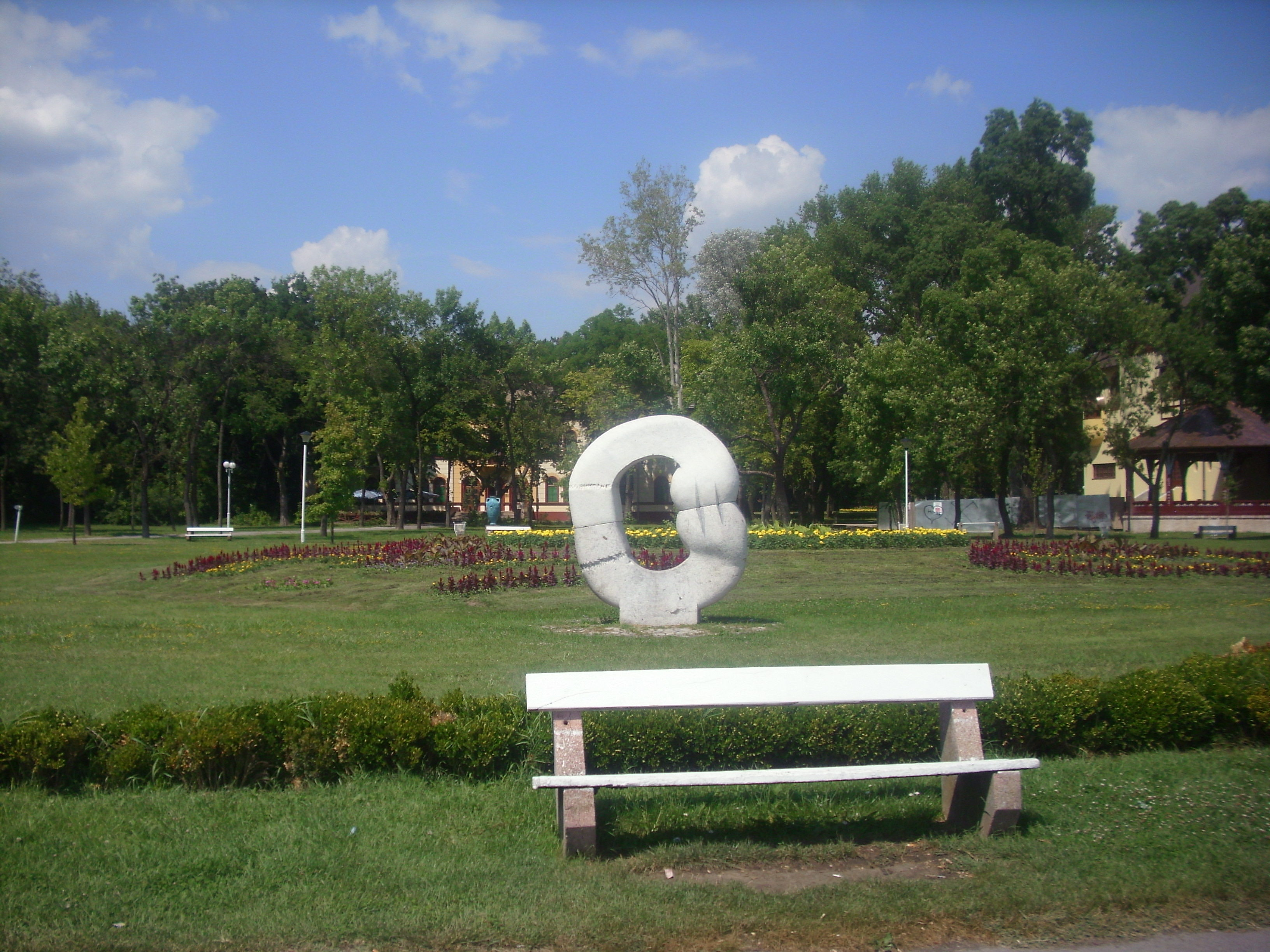
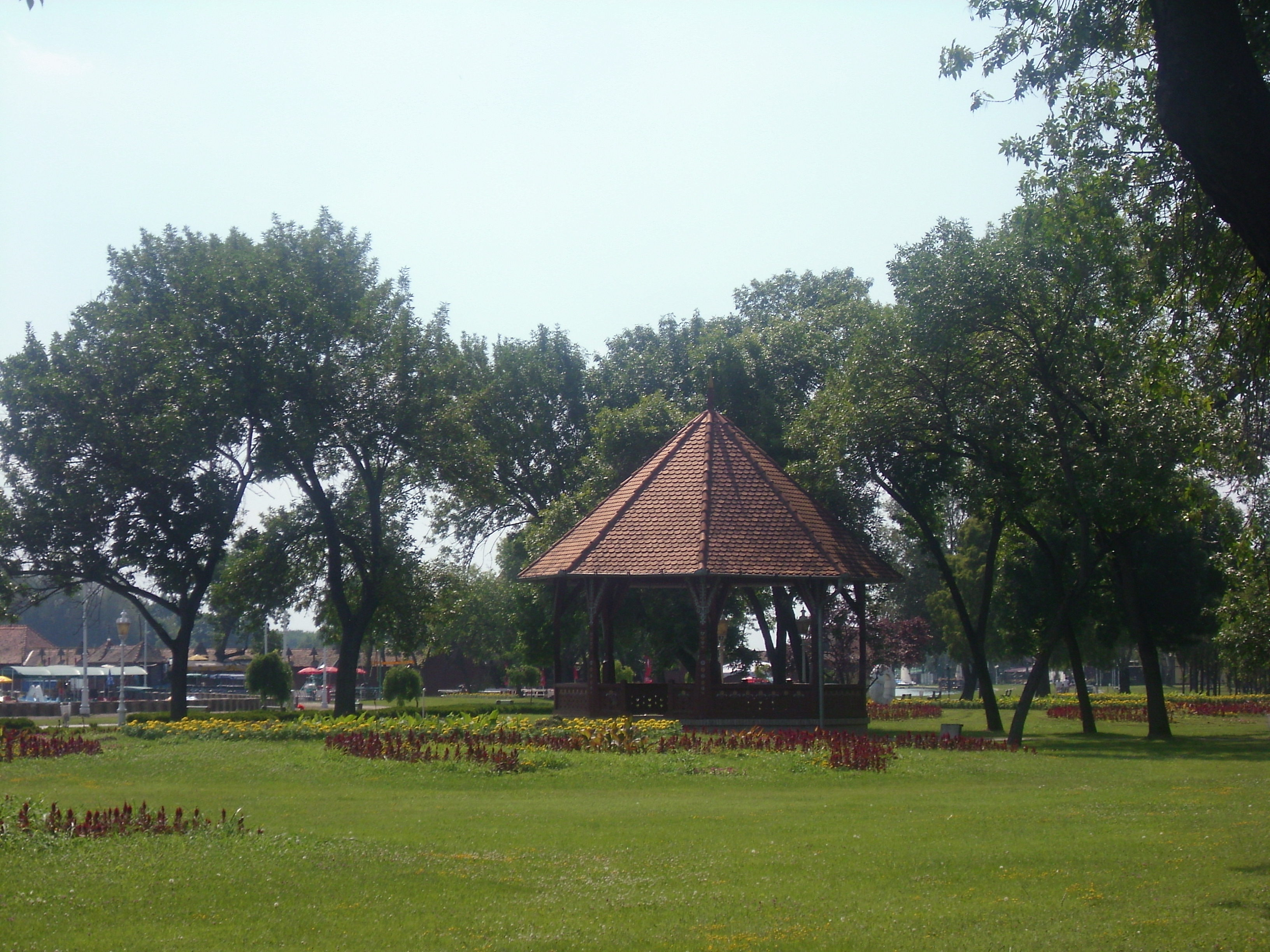
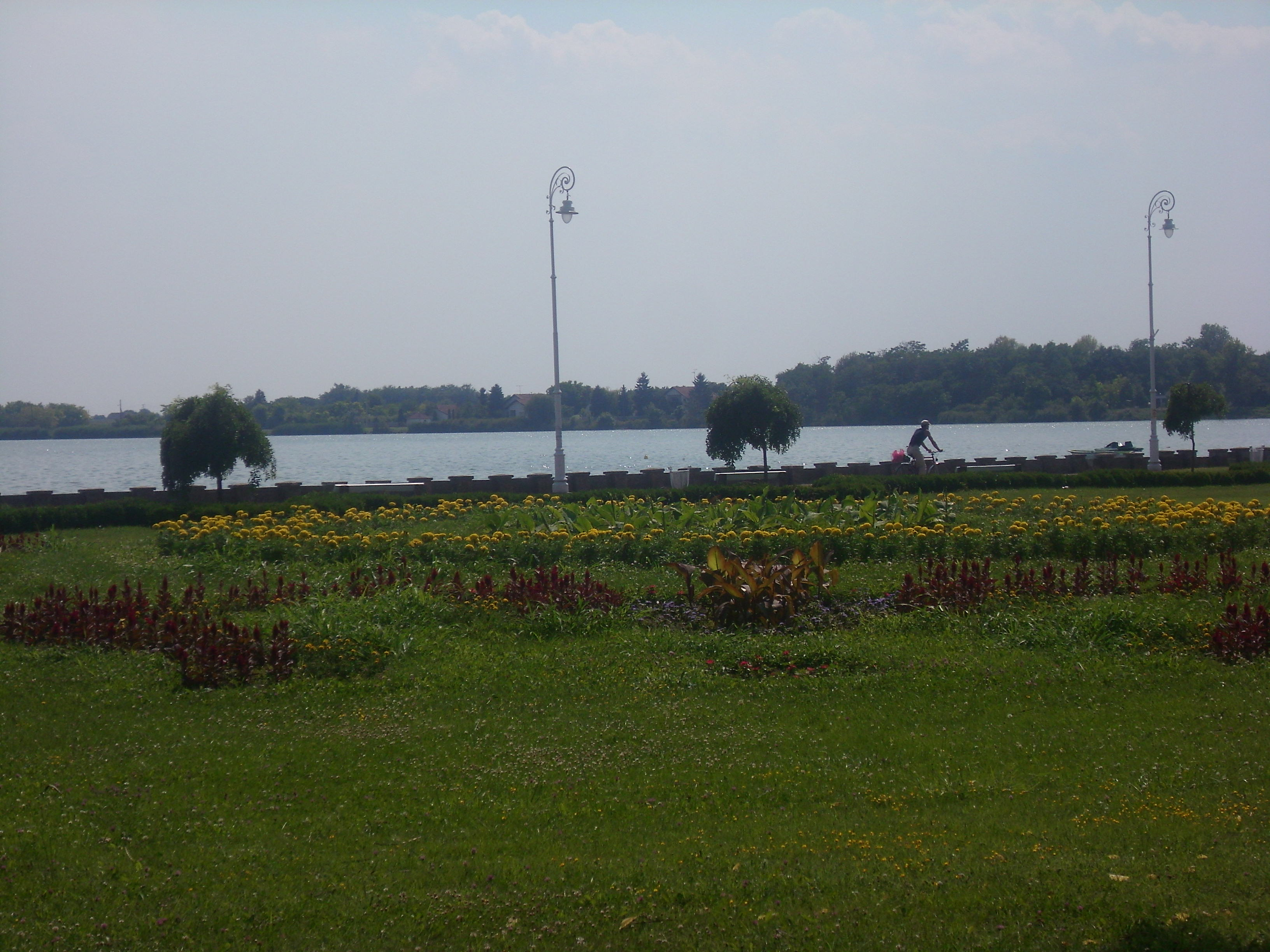
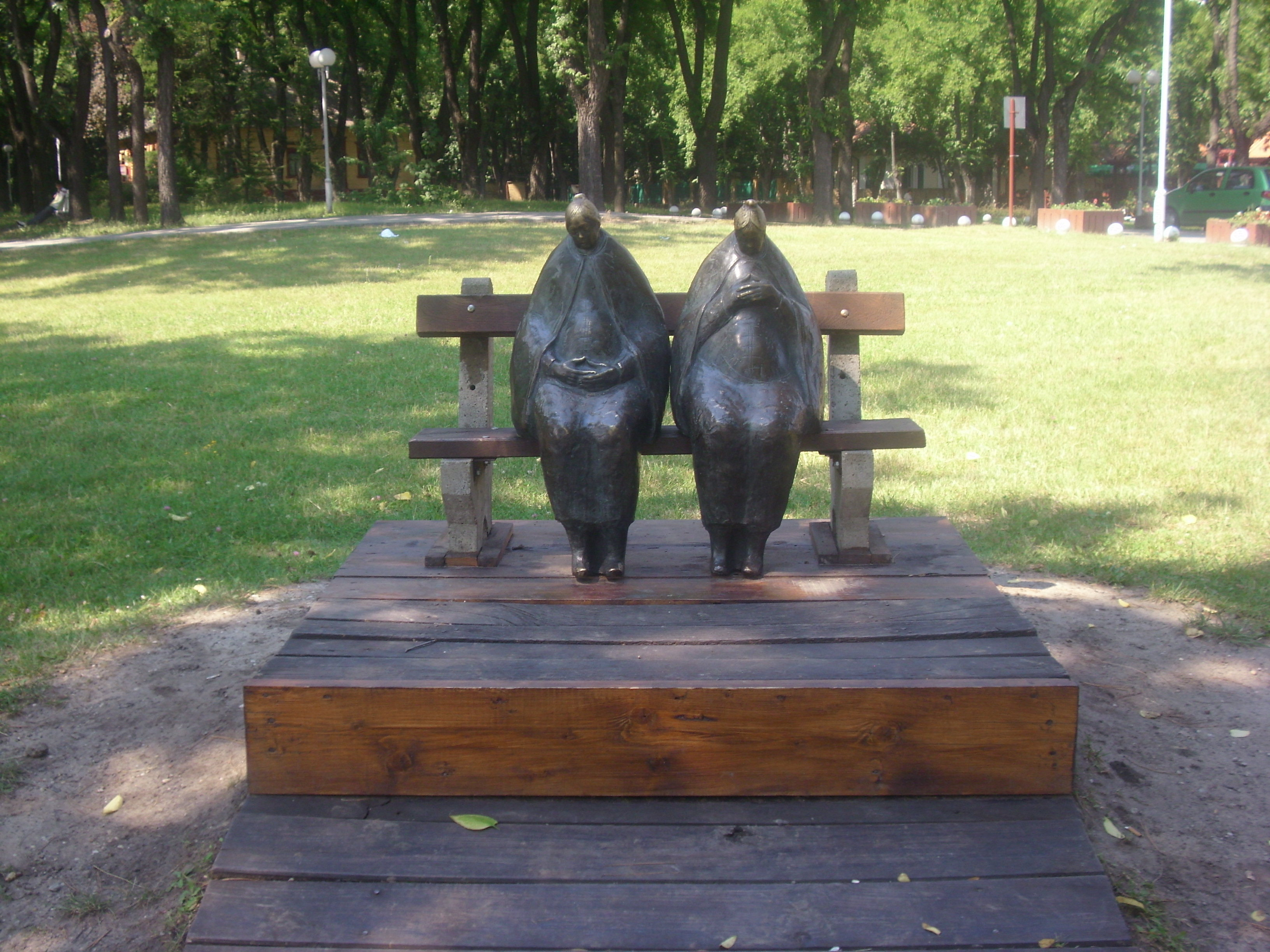
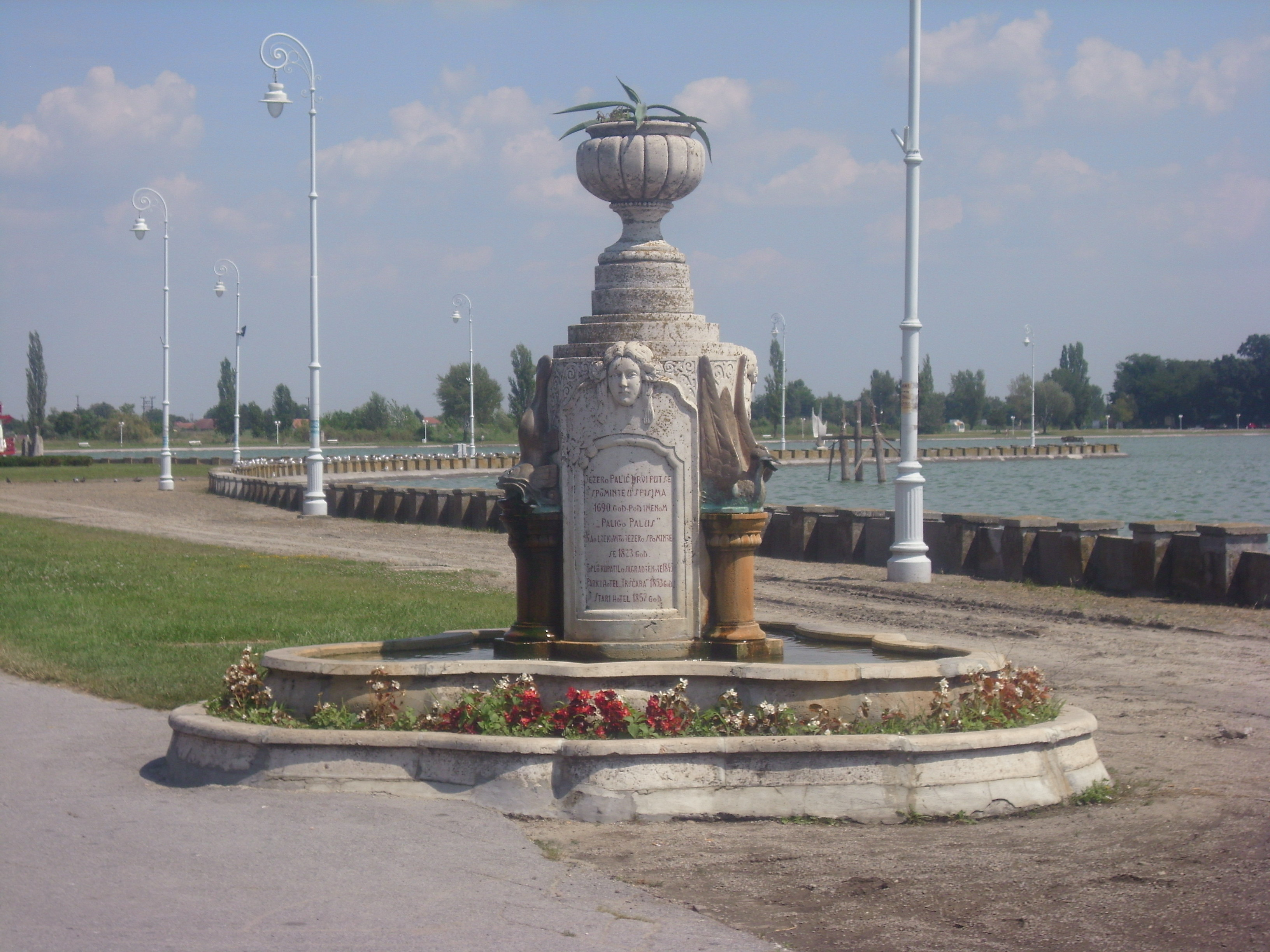
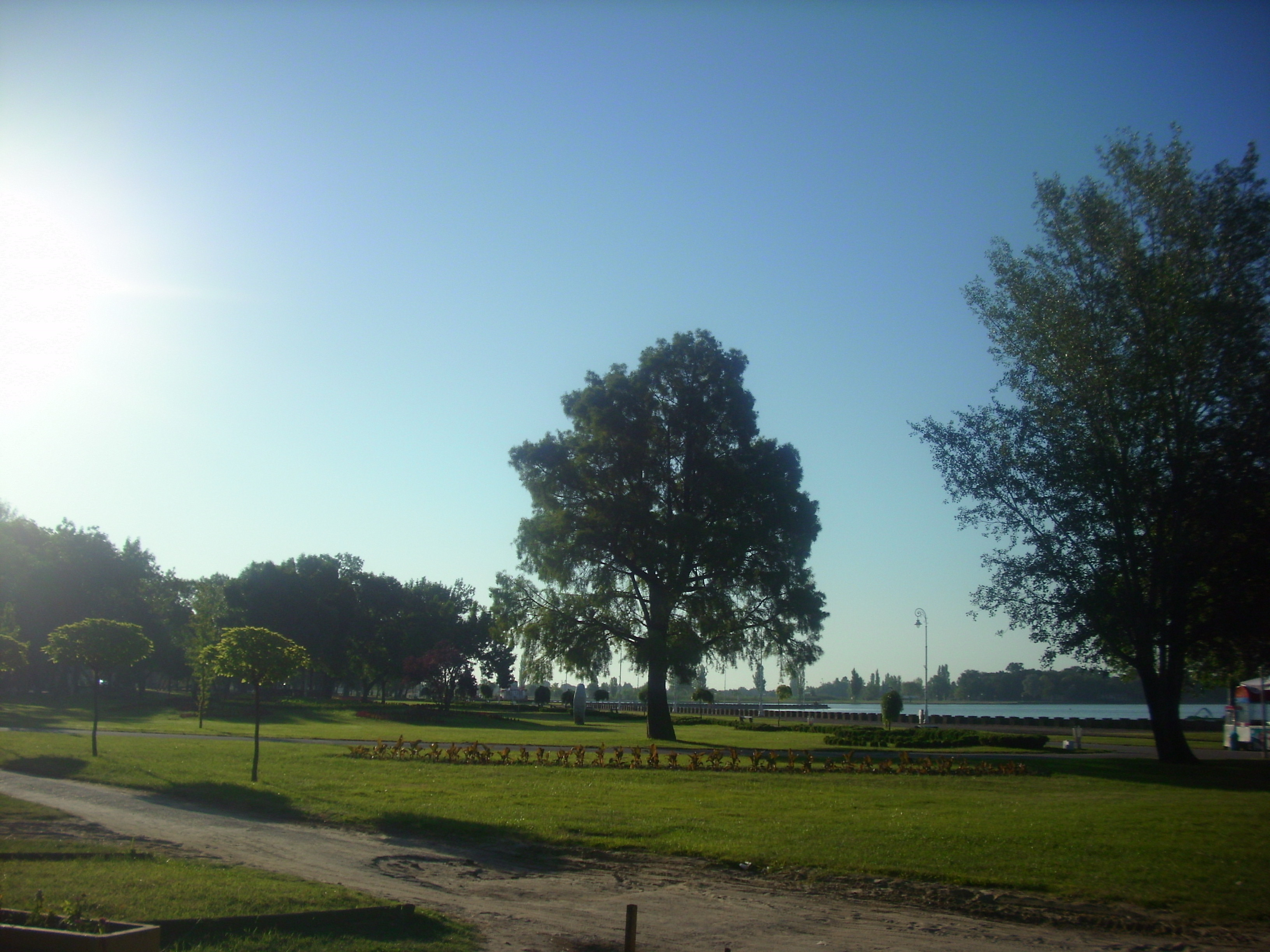
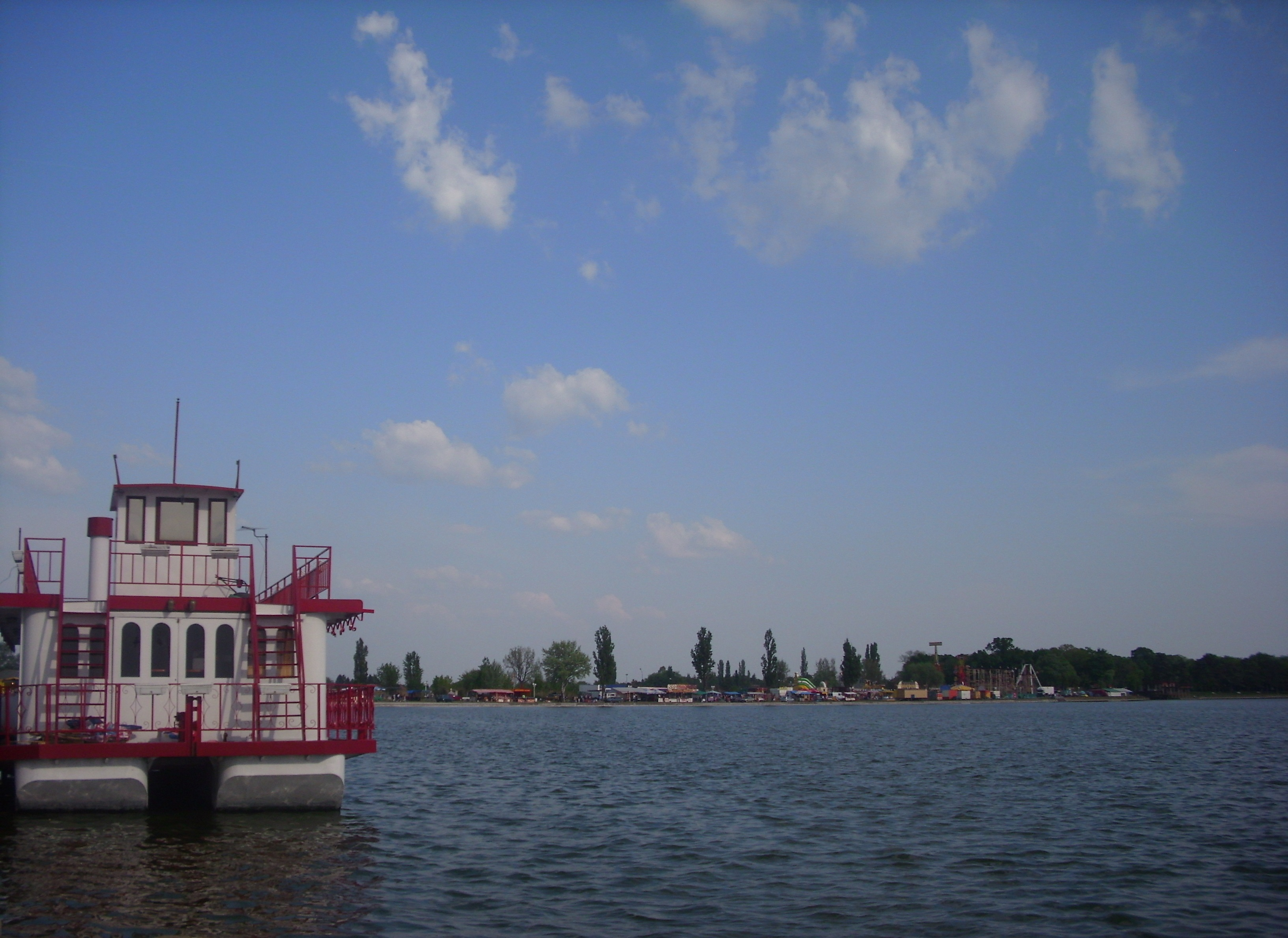
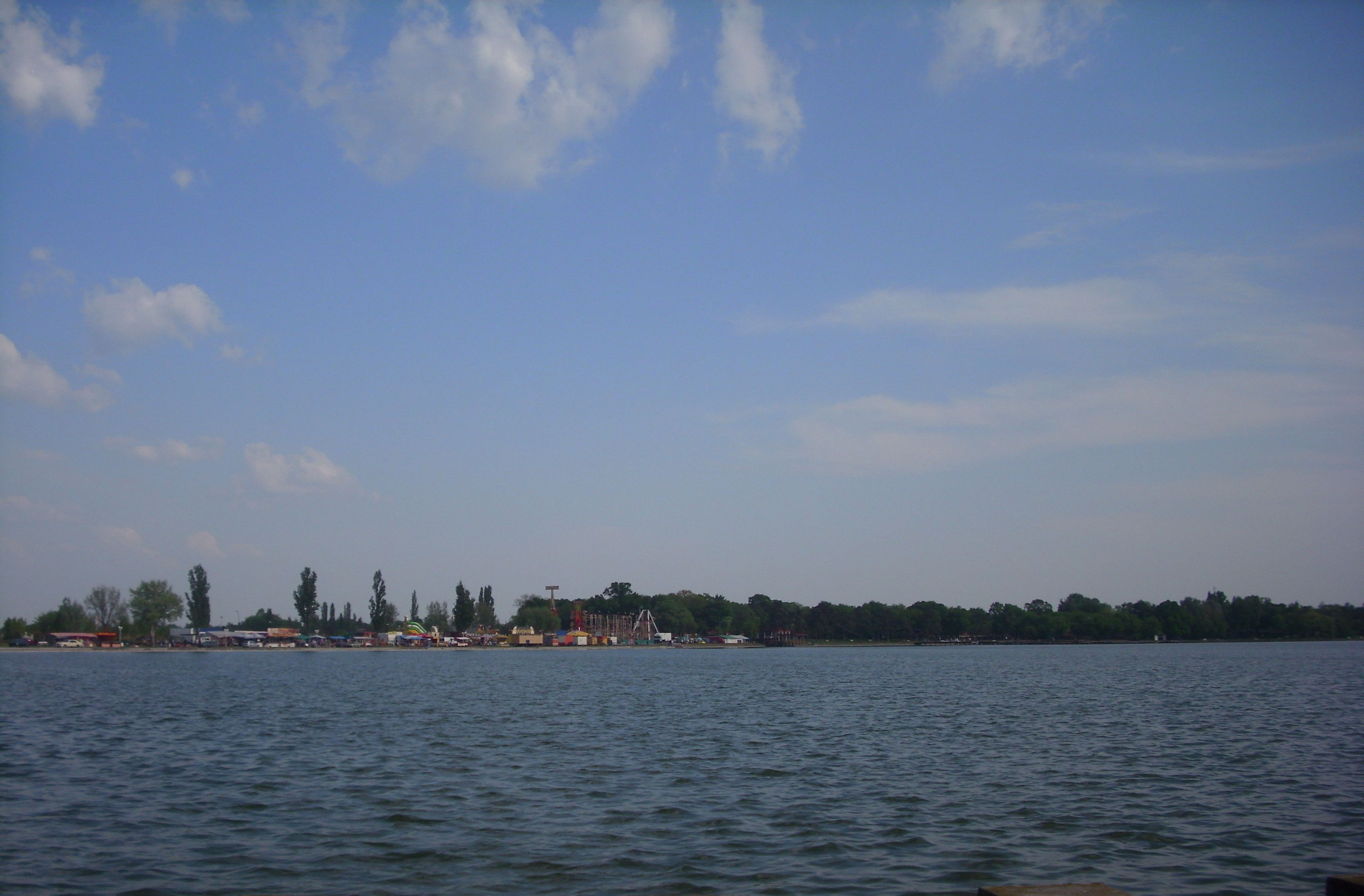
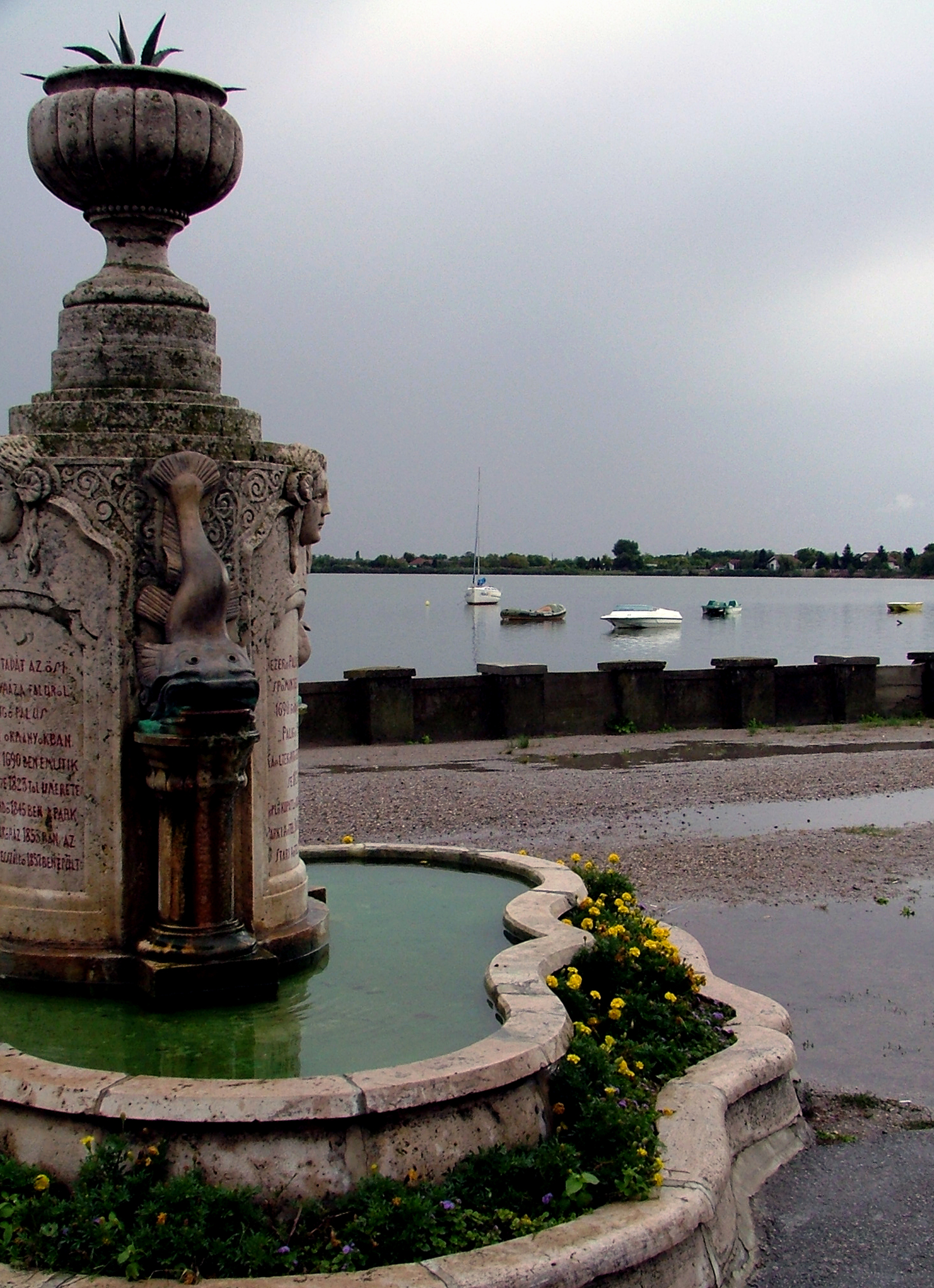

- Funchesstic!

## Személyiségek
- Itt születtek
  - Sava Babić
- Itt élnek/éltek
  - Sinka Ferenc Borász
  - Tolnai Ottó
  - Bruck Pál orvos
  - Lajkó Félix citera- és hegedűművész, világzenész
  - Csáth Géza (Brenner József)
  - Angelo Torricelli olasz vívómester

## Testvérvárosok
- Újszász, Magyarország[1]

## Külső hivatkozások
- Hivatalos honlap
- Hivatalos turisztikai honlap
- Palics története Archiválva 2020. november 27-i dátummal a Wayback Machine-ben
- Magyar László: Palics történetének rövid áttekintése PDF